# 乙硫氨酸
乙硫氨酸（英語：Ethionine）是与甲硫氨酸结构相关的非蛋白氨基酸，乙基代替甲基。 乙硫氨酸是一种抗代谢药和甲硫氨酸拮抗剂。它防止氨基酸并入蛋白质并干扰三磷酸腺苷（ATP）的细胞使用。由于这些药理作用，乙硫氨酸具有高毒性，是一种强力的致癌物质。